# Porricondyla hyalinata
Porricondyla hyalinata är en tvåvingeart som beskrevs av Boris Mamaev 1990. Porricondyla hyalinata ingår i släktet Porricondyla och familjen gallmyggor. Inga underarter finns listade i Catalogue of Life.